# Prem Lachman
Prem Lachman (circa 1959/1960) is een Surinaams huisarts en politicus. Hij was van 2010 tot 2015 lid van De Nationale Assemblée.

## Biografie
Prem Lachman is huisarts van beroep en sinds de jaren 2000 de eerste ondervoorzitter van Nieuw Suriname (NS). Hij was tijdens de verkiezingen van 2005 verkiesbaar als lijsttrekker voor NS in Nickerie. NS wilde aanvankelijk samen met Democratisch Alternatief '91 de verkiezingen ingaan, maar verbrak deze samenwerking vanwege normen en ontoelaatbaar gedrag die er daar binnen de top zouden heersen. NS ging vervolgens alleen de verkiezingen in en behaalde geen zetels.
Lachman stond tijdens de verkiezingen van 2010 als tweede op de lijst van de Megacombinatie in Nickerie en werd verkozen in De Nationale Assemblée (DNA). Door interne verdeeldheid ging het ministerschap van Handel en Industrie in augustus 2010 aan de NS voorbij. Als leider van de groep-Lachman begroef hij medio oktober de strijdbijl met John Nasibdar (groep-Nasibdar). In februari 2011 bleek de rust in de partij nog steeds niet teruggekeerd te zijn, wat een maand later doorwerkte in de samenwerking binnen de regeringscoalitie. Om de meningsverschillen te beslechten, werd in 2011 meermaals een stap naar de rechter gezet. In aanloop naar de stemming van de verruiming van Amnestiewet, die onder meer president en oud-legerleider Desi Bouterse had moeten beschermen tegen rechtsvervolging voor zijn aandeel in de Decembermoorden van 1982, kwam de verdeeldheid van de partij opnieuw naar boven. Partijleider Nasibdar wilde dat NS voor de wet zou stemmen en Lachman en mede NS-parlementslid Harish Monorath waren tegen de wet. Beide parlementsleden stemden uiteindelijk tegen, wat door Bouterse bestraft werd met de verwijdering van NS uit de regeringscoalitie. Uit solidariteit met Monorath die in juli 2012 uit zijn functie als commissievoorzitter Handel en Industrie werd gezet, legde Lachman deze rol voor Volksgezondheid neer.
Tijdens de verkiezingen van 2015 werkte NS samen binnen de alliantie V7. Lachman behaalde 667 stemmen en werd niet herkozen in DNA.